# Have You Ever Loved a Woman
Have You Ever Loved a Woman — блюзовая композиция, написанная американским блюзовым музыкантом Билли Майлзом (Billy Myles) и впервые исполненная Фредди Кингом в 1960 г.
В 1961 г. издана лейблом Federal Records как сингл Фредди Кинга с композицией "You've Got to Love Her with a Feeling" на второй стороне и его первый долгоиграющий альбом Freddy King Sings.
Британский музыкант Эрик Клэптон записал несколько кавер-версий этой композиции, в составе разных групп: впервые на концертной записи группы John Mayall & the Bluesbreakers (1965), затем эта композиция появилась на альбоме Layla and Other Assorted Love Songs (1970) группы Derek and the Dominos. Позже композиция "Have You Ever Loved a Woman" появилась на таких альбомах Клэптона, как
- E. C. Was Here
- Just One Night
- 24 Nights
- Live In Hyde Park
- One More Car, One More Rider
- Crossroads Guitar Festival 2004,

а также на юбилейном переиздании альбома 461 Ocean Boulevard (2004).